# Štichovice
Štichovice är en ort i Tjeckien.   Den ligger i regionen Plzeň, i den västra delen av landet, 80 km väster om huvudstaden Prag. Štichovice ligger 458 meter över havet och antalet invånare är 118.
Terrängen runt Štichovice är platt söderut, men norrut är den kuperad. Runt Štichovice är det ganska glesbefolkat, med 38 invånare per kvadratkilometer. Närmaste större samhälle är Třemošná, 19,1 km söder om Štichovice. I omgivningarna runt Štichovice växer i huvudsak blandskog.